# Allalinhorn
Das Allalinhorn (oder einfach Allalin) ist ein 4027 m ü. M. hoher Gipfel in den Walliser Alpen. Der Gipfel erhebt sich im Mischabelkamm zwischen Saastal im Osten und Mattertal im Westen und gehört zu der nach ihm benannten Allalingruppe, der mit dem Alphubel, Strahl- und Rimpfischhorn drei weitere, allesamt höhere, Viertausender angehören. Es zählt zu den leichtesten und meistbestiegenen Viertausendern der Alpen, nicht zuletzt, da die Metro Alpin bis auf etwa 570 Höhenmeter an den Gipfel heranführt und er von der Bergstation der Bahn in etwa zwei Stunden erreichbar ist. Eine Besonderheit ist, dass der Berggipfel in der Wintersaison nachts angestrahlt wird.

## Lage

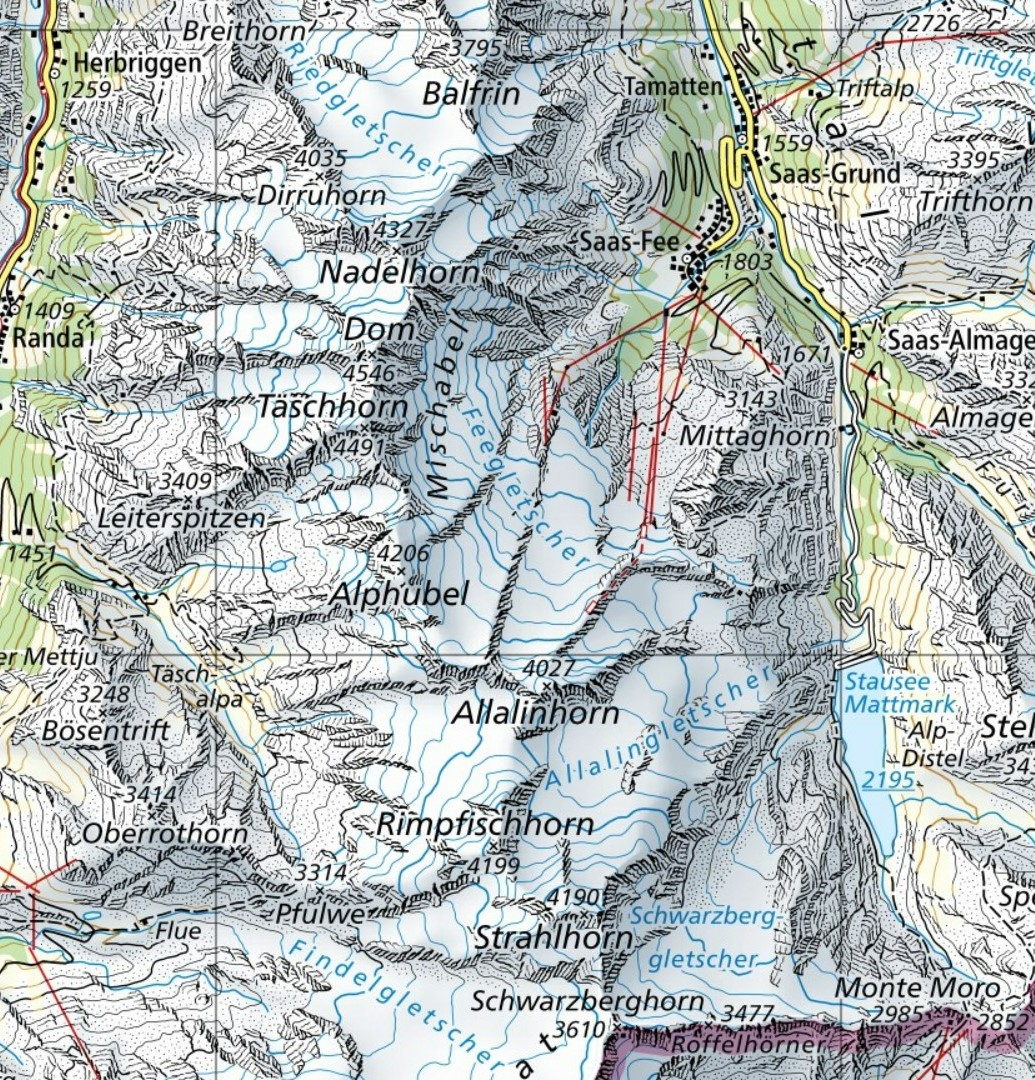
Kartenausschnitt der Mischabel- und Allalingruppe, Swisstopo 1:100000

Das Allalinhorn befindet sich sieben Kilometer südwestlich von Saas-Fee und ist von vier grossen Gletschern umgeben: Im Norden befindet sich der Feegletscher, östlich der Hohlaubgletscher, im Südosten der Allalingletscher und im Südwesten der Mellichgletscher. Zum Gipfel streben vier Grate, die sich aber mit Ausnahme des Ostgrates – auch Hohlaubgrat genannt – im Gipfelbereich unter einer dicken Eishaube verlieren.
Westlich befinden sich Feekopf (3887 m ü. M.) und Alphubel (4206 m ü. M.), durch Feejoch (3808 m ü. M.) und Alphubeljoch (3770 m ü. M.) getrennt. Südlich trennt der Allalinpass (3552 m ü. M.) das Rimpfischhorn (4199 m ü. M.) vom Allalinhorn.

## Namensherkunft
Der Name Allalin bezieht sich neben dem Berg auf das östlich unter dem Gipfel gelegene Gebiet einschliesslich einiger Alpen. Die Endbetonung lässt auf eine vordeutsche Herkunft schliessen. Allalin war auch einer jener Namen, die Christian Moritz Engelhardt 1840 zur „Sarazenenhypothese“ verleitete, bei der er unterstellte, das Saastal sei im 10. Jahrhundert von Menschen arabischer Herkunft besiedelt worden. Engelhardt gibt als Namensform Alalain an und führt diese auf arabisch ala ain (‚an der Quelle‘) zurück.
Eine andere Deutung stammt aus dem Jahr 1976 von Jules Guex, der sich auf einen Brief Johann Ulrich Hubschmieds beruft. Er führt Allalin auf das keltische *akarnos (‚Ahorn‘) zurück. Ein Diminutiv *agarinus habe sich zu agalin gewandelt, das im Valle Verzasca für ‚kleiner Ahorn‘ existierte. Im noch nicht germanisierten Saastal sei dann daraus ayalin geworden, woraus Hubschmied eine hybride Form all’ayalin konstruiert, die später von den einwandernden Alemannen zu Allalin gemacht worden sei. Auch diese Deutung findet keine allgemeine Akzeptanz, angesichts fehlender historischer Belege gibt es keine besseren Erklärungen.

## Besteigungsgeschichte
Im Jahr 1828 überschritt Heinrich Michaelis in Begleitung eines Führers den Allalinpass und erschloss damit die Route zum Südwestgrat. Doch erst 28 Jahre später gelang die Erstbesteigung des Allalinhorns über diesen Grat. Am 28. August 1856 führten Franz Andenmatten und ein Führer aus der Familie Imseng, beide aus Saas-Grund, den Engländer Edward Levi Ames auf den Gipfel. Der Nordwestgrat, der heutige Normalweg, wurde erstmals am 1. August 1860 begangen, wieder war Franz Andenmatten mit von der Partie, ausser ihm Sir Leslie Stephen, F. W. Short, Frederick William Jacomb, C. Fisher, Moritz Anthamatten, Peter Taugwalder und Johann Kronig.
Die erste Überschreitung des Gipfels gelang am 27. Juli 1882 dem Berner Gymnasiallehrer und Historiker Heinrich Dübi mit den Führern Alphons und Peter Supersaxo. Sie gelangten dabei über den schwierigen Nordostgrat auf den Gipfel, der Abstieg erfolgte über den Hohlaubgrat. Beide Grate wurden im Zuge dieses bemerkenswerten Unternehmens erstbegangen. Im Aufstieg wurde der Hohlaubgrat erst fünf Jahre später bewältigt, am 12. Juli 1887, durch die Engländer Harold Ward Topham, C. H. Redall mit dem Führer Aloys Supersaxo. Ein Jahr zuvor hatten Aloys Supersaxo und der Brite C. A. C. Bowlker als erste die Südwand durchstiegen, die Kletterschwierigkeiten des IV. Grads aufweist.
Die erste Winterbesteigung gelang dem Schweizer R. Bracken im Jahr 1907 im Alleingang. Am 17. April desselben Jahres vollbrachten die Zürcher A. Hurter und Max Stahel mit Othmar und Oskar Supersaxo die erste Skibesteigung.

## Erschliessung

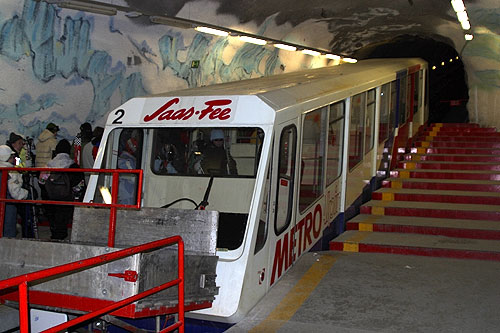
Metro Alpin

Bereits 1912 wurde mit dem Bau der Britanniahütte die Besteigung des Allalinhorns erleichtert, 1938 kam als weiterer Stützpunkt das Berghaus Längfluh hinzu. Heute ist das Allalinhorn neben dem Breithorn der am besten durch Bergbahnen erschlossene Viertausender der Alpen.
Die vielen vorwiegend für den Skitourimus gebauten Anlagen beschränken sich auf die Nordostseite des Bergs. Dort wurde 1954 mit dem Bau einer Gondelbahn zum Spielboden begonnen, die 1959 nach Längfluh (2869 m) verlängert wurde, dem Gebiet zwischen den beiden Zungen des Feegletschers. Noch näher rückten die Bergbahnen 1969 mit dem Bau der Grosskabinenbahn ins Felskinngebiet (2989 m) an den Gipfel heran. In den 1970er Jahren war geplant, diese Bahn noch weiter bis zum Feekopf (3888 m) zu verlängern. Diesem Projekt wurde vom Schweizerischen Bundesrat die Konzession verweigert, etwas landschaftsverträglicher wurde als Alternative die Metro Alpin zum Mittelallalin (3456 m) gebaut, wo sich heute ein Sommerskigebiet befindet. Zahlreiche Nationalmannschaften und Nachwuchskader aus den Bereichen Alpin, Freestyle und Cross absolvieren hier ihre Sommertrainings. Auf dem Mittelallalin befindet sich auch der Freestyle Park Stomping Grounds Project mit zahlreichen Kickers, Rails, Boxes, Transitions und einer Halfpipe. Im Januar 2011 gab die Betreibergesellschaft der Bergbahnen bekannt, einen Ausbau bis zum Feejoch anzustreben, von wo aus der Gipfel in 45 Minuten zu erreichen wäre.

## Routen

### Westflanke (Normalweg)
Der kürzeste Anstieg auf das Allalinhorn beginnt bei der Station Mittelallalin der Metro Alpin (3454 m). Bei Nutzung der Bahn ist die Besteigung dabei als Tagestour möglich. Von der Station quert man zunächst das Pistengebiet nach Westen. Der Anstieg führt dann weiter auf der fast immer deutlichen Spur unter den Séracs der Allalinhorn-Nordwand hindurch, einige Spalten und Schründe umgehend zum Feejoch. Vom Joch geht es weiter in östlicher Richtung über den mässig steilen Firnhang auf den etwas südlich des Gipfels gelegenen Gratrücken. Von dort gelangt man in wenigen Minuten zum Gipfelgrat und zum aus einigen Felsen bestehenden Gipfel mit Kreuz. Diese Route nimmt ungefähr zwei Stunden in Anspruch, der Schwierigkeitsgrad ist L.
Eine Zugangsmöglichkeit zu dieser Route besteht von Längfluh (2870 m). Diese Alternative bietet bei Nächtigung im Berghaus Längfluh die Möglichkeit, dem grössten Andrang während der Betriebszeiten der Bergbahnen zeitlich auszuweichen.

### Hohlaubgrat (Ostgrat)

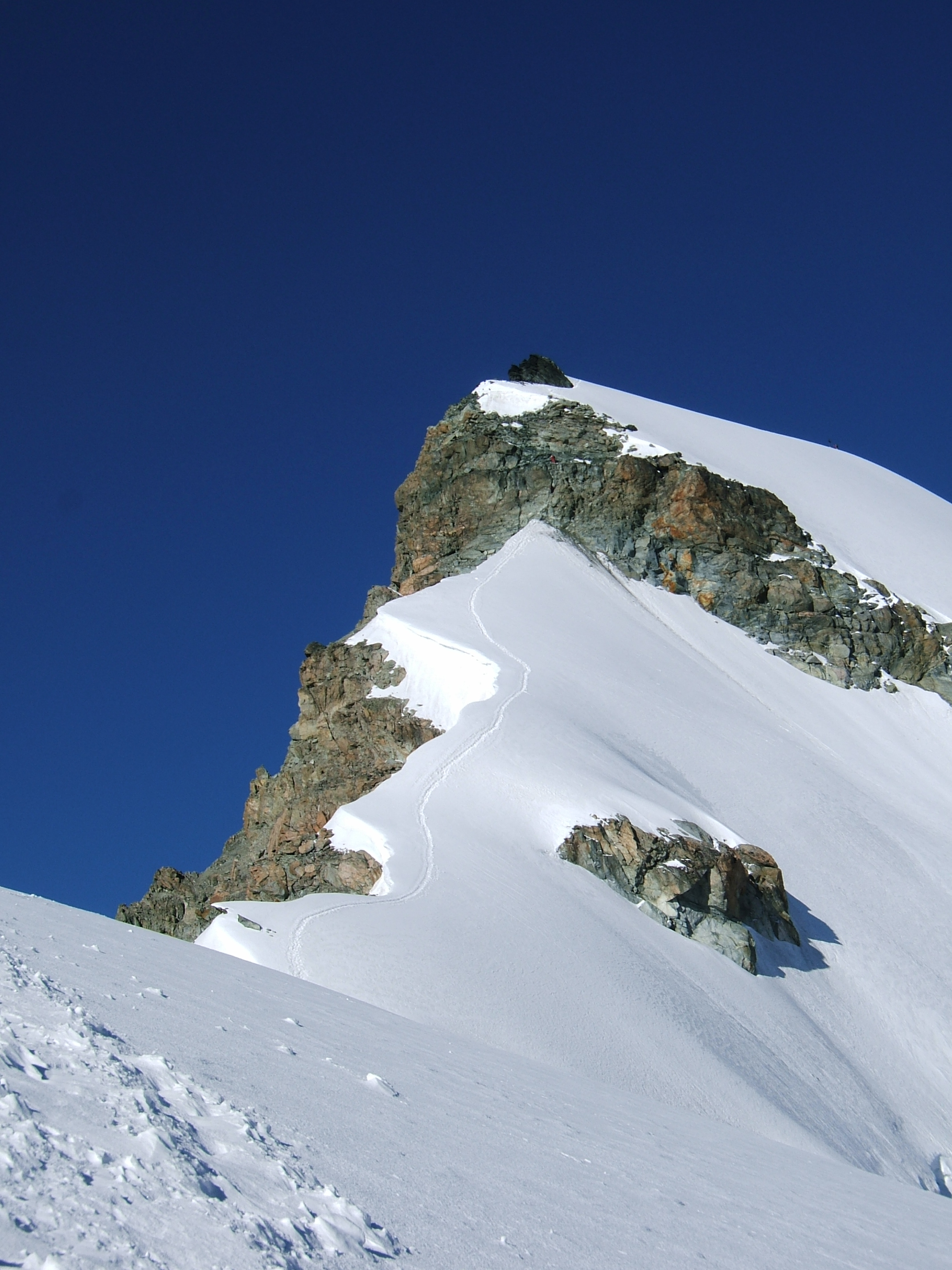
Gipfelaufbau des Hohlaubgrats von P.3837

Ausgangspunkt einer Besteigung über den Hohlaubgrat ist die Britanniahütte. Dieser Grat trennt den Allalin- und Hohlaubgletscher. Der Grat ist im oberen Teil recht scharf geschnitten und besteht dort überwiegend aus Firn, mit Ausnahme einer etwa 20 Meter hohen Felsstufe knapp unterhalb des Gipfels, der Schlüsselstelle der Route.

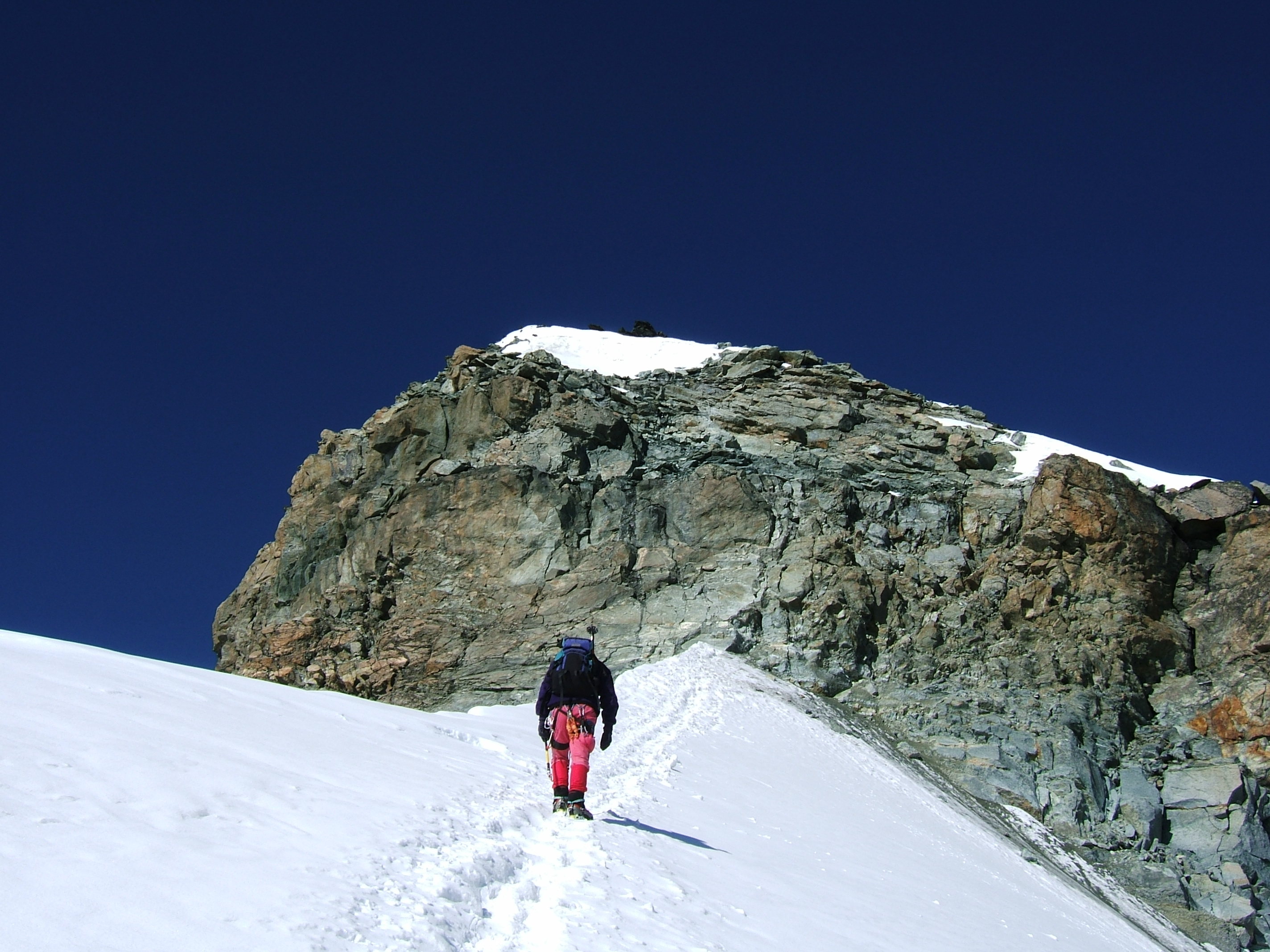
Vor der Felsstufe kurz unterhalb des Gipfels

Von der Britanniahütte führt zunächst ein deutlicher Pfad in südwestlicher Richtung zum Hohlaubgletscher hinab. Auf diesem hält man sich zunächst rechts, am nördlichen Rand des Gletschers, um die Spaltenzone des Gletschers zu umgehen. Später biegt man in südlicher Richtung ab, in Richtung der ersten deutlichen Einsattelung des Hohlaubgrats. Auf etwa 3100 m wird der Grat betreten. Weiter gelangt man entweder über Blockwerk direkt auf dem Grat, oder in der rechten, nördlichen Gletscherflanke zu einem Gratgipfel (3597 m). Nach kurzem, aber markantem Abstieg führt der Anstiegsweg nun über einen langen, steilen Hang zur Ostschulter (3837 m), von dieser über drei kürzere Steilaufschwünge an den Gipfelaufbau heran. Die folgende, teilweise brüchige Felsstufe, ist mit Bohrhaken versehen und weist Kletterschwierigkeiten des II. Grads auf. Über zwei Seillängen gelangt man zum Gipfelfirn und über diesen in wenigen Minuten zum Gipfel.
Insgesamt sind für diesen Weg 4 Stunden zu veranschlagen, die Schwierigkeit wird mit WS+ bewertet. Eine weitere Zugangsmöglichkeit zum oberen Teil des Grats besteht von der Mittelstation der Metro Alpin auf 3300 Meter, der Station Hohlaub, die nur bei der ersten morgendlichen Bergfahrt bedient wird. Durch eine Röhre gelangt man dort auf den Hohlaubgletscher und über diesen zum Hohlaubgrat.

### Südwestgrat vom Allalinpass
Dieser Weg der Erstbesteiger wird heute weit seltener als die Westflanke oder der Hohlaubgrat begangen. Der Allalinpass ist in etwa drei Stunden sowohl von der Britannia- als auch von der Täschhütte erreichbar. Anfänglich führt der Weg über Firn, später auf Felsen zur Schulter (3752 m), eine Felsnadel wird links umgangen. Weiter geht es über den Firngrat zum felsigen Gipfelaufschwung. Das folgende schwierige Gratstück wird über Bänder in der Südostflanke umgangen, anschliessend kehrt man zum Grat zurück. Ein weiterer Felsaufschwung kann direkt erstiegen oder über Firn in der Südostseite umgangen werden. Anschliessend gelangt man zum Gipfelfirn und über diesen zum Gipfel. Vom Allalinpass benötigt man 1½ Stunden, stellenweise sind Kletterschwierigkeiten des II. Grads zu bewältigen, die Gesamtschwierigkeit wird mit WS+ bewertet.

### Weitere Anstiege
Auf das Allalinhorn gibt es folgende weitere lohnende, schwierige und seltener begangene Anstiegsmöglichkeiten:
| Route       | Schwierig- keit | Kurzbeschreibung |
| ----------- | --------------- | --- |
| Nordostgrat | ZS+             | Eis bis 50°, 580 Höhenmeter, 3 Stunden von Mittelallalin                                                                          |
| Südwand     | ZS+             | Fels bis IV, kombiniert (Eis und Firn), 600 m Wandhöhe, vom Einstieg 4 Stunden                                                    |
| Nordostwand | SS              | Extreme Eisroute nördlich des Nordostgrats, Eis 60 bis 90°, in Seraczone auch überhängend, 570 m Wandhöhe, vom Einstieg 8 Stunden |

## Geologie
Im Bereich des Allalinhorns ist die Zone von Zermatt–Saas Fee anstehend. Diese Einheit bildet mit der Tsaté-Decke die Bünderschiefer-Ophiolith-Decke, die über der Monte-Rosa-Decke liegt. Sie stellt eine mächtige Masse metamorpher ozeanischer Sedimente dar, die stellenweise sehr viele Ophiolithe enthält. Es finden sich Kalkschiefer sowie Grüngesteine wie Serpentinit, Meta-Gabbro und Meta-Basalt.
Sehr bekannt ist der aus dem Bereich des Allalinhorns und Saas Fees stammende Allalin-Gabbro (eigentlich ein Meta-Gabbro). Hierbei handelt es sich um ein Leitgestein. Der widerstandsfähige Allalin-Gabbro wurde über den Saaser- und dem Rhonegletscher abtransportiert und zwar mindestens vor 14'000 bis 16'000 Jahren, als der Saasergletscher zuletzt bis an den Rhonegletscher heranreichte. Findlinge wurden im Einzugsbereich des Rhonegletschers gefunden, beispielsweise ein kopfgrosses Exemplar, das in einer Kiesgrube in Ins im Kanton Bern gefunden wurde und heute im Saaser Museum ausgestellt wird. Das auffälligste Mineral dieses auch Schweizer Jade genannte Gesteins ist der leuchtend grüne Omphacit neben dem jadeähnlichen Saussurit.

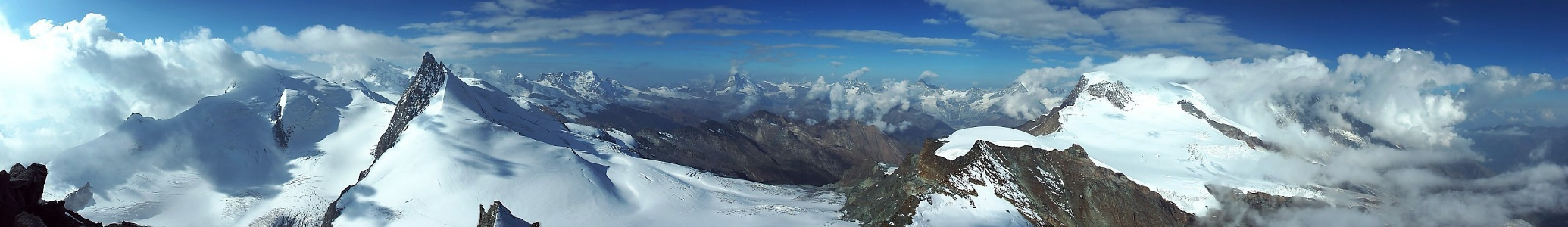
Gipfelpanorama des Allalinhorns